# Elena Chernenko
 (février 2022).
Elena Chernenko (Елена Черненко) est une journaliste russe et militante anti-guerre. Elle est correspondante spéciale et responsable du bureau des affaires étrangères du quotidien moscovite Kommersant.

## Parcours et prises de positions
Elle est titulaire d'un doctorat de l'Université d'État de Moscou. Elle a travaillé pour Russian Newsweek, La Voix de la Russie et Moskauer Deutsche Zeitung.
Le 24 février 2022, alors que la Russie envahissait l'Ukraine, elle lance une pétition contre la guerre, rassemblant plus de 100 signatures de journalistes.